# Виттендёрп
Виттендёрп (нем. Wittendörp) — община в Германии, в земле Мекленбург-Передняя Померания.
Входит в состав района Людвигслуст. Подчиняется управлению Виттенбург.  Население составляет 2973 человека (на 31 декабря 2010 года). Занимает площадь 104,37 км².
Коммуна подразделяется на 14 сельских округов.